# Тур (бог)
Тур - ім'я якого в первинному сенсі означає Бик, - це символ сонця, пов'язаний з дією світла родючості. Цей Бог був близькоспоріднений Ярилі, як одному із найдавніших Богів в давнослов'янському пантеоні.
Бичача голова, зображалась на грудях Бога Рода, у бодричів цей символ слугував народним гербом і мав важливе сакральне значення. Це свідчить, що бог Тур можливо був навіть давніший за Бога Рода, який почитав за честь носити зображення Бика на своїх грудях.
Тур уособлює собою світло відродження на Коляду сонця. Це виражається в українських і близьких з ними польських колядках, де розповідається про «дивовижного» або «златорогого», сяючого звіра Тура чи Тура-оленя.
| Дракон | Це незавершена стаття з міфології. Ви можете допомогти проєкту, виправивши або дописавши її. |